# Jessheim (stacja kolejowa)
Jessheim – stacja kolejowa w Jessheim, w regionie Akershus w Norwegii, jest oddalona od Oslo Sentralstasjon o 44,60 km. Jest położona na wysokości 203,8 m n.p.m.

## Ruch pasażerski
Leży na linii Hovedbanen. Jest elementem  kolei aglomeracyjnej w Oslo. Przez stację przebiegają pociągi linii 440.  Stacja obsługuje Oslo Sentralstasjon, Drammen, Asker, Lillestrøm i Skøyen.
| Numer | Stacja początkowa | stacja końcowa |
| ----- | ----------------- | -------------- |
| 440   | Skien             | Dal            |

Pociągi linii 440 odjeżdżają co godzinę; od Asker jadą trasą Askerbanen a między Oslo a Lillestrøm jadą trasą Gardermobanen. 

## Obsługa pasażerów
Wiata, poczekalnia, automat biletowy, parking na 238 miejsc, parking rowerowy, telefon publiczny, kawiarnia, autobus, ułatwienia dla niepełnosprawnych, kiosk, kawiarnia, pokój obsługi niemowląt, postój taksówek.. Odprawa podróżnych odbywa się w pociągu.